# Jesus Killing Machine
Jesus Killing Machine é o álbum de estreia da banda de heavy metal alemã Voodoocult, lançado em fevereiro de 1994.

## Faixas
Todas as letras escritas por Phillip Boa, exceto onde anotado.
| N.º | Título | Música                  | Duração |  |
| 1.  | "Killer Patrol" | Waldemar Sorychta       | 3:57    |  |
| 2.  | "Metallized Kids" | Dave Ball               | 4:26    |  |
| 3.  | "Jesus Killing Machine" | Ball                    | 4:32    |  |
| 4.  | "Born Bad and Sliced!" | Sorychta, Dave Lombardo | 3:58    |  |
| 5.  | "Albert is a Headbanger" (Letra de Guido Eickelmann, Pia Lund, Voodoo) (Do álbum Hair (1989), de Phillip Boa & The Voodooclub) | Boa                     | 3:50    |  |
| 6.  | "Hellatio" | Sorychta                | 3:15    |  |
| 7.  | "Death Don't Dance with Me" | Ball, Boa               | 4:08    |  |
| 8.  | "Art Groupie" | Ball                    | 4:53    |  |
| 9.  | "Blood Surfer City" | Ball, Mille Petrozza    | 5:03    |  |
| 10. | "Voodoocult" | Ball, Boa               | 4:09    |  |
| 11. | "Bitchery Bay" | Ball, Boa               | 5:32    |  |

| Faixas bônus - edição japonesa |                                                                             |           |         |  |
| N.º                            | Título                                                                      | Música    | Duração |  |
| 12.                            | "My Game is Dracula" (Do álbum God (1994), de Phillip Boa & The Voodooclub) | Boa, Ball | 4:43    |  |
| 13.                            | "Ringleader"                                                                | Boa, Ball | 3:46    |  |

## Paradas musicais
| Parada (1994)                         | Posição |
| ------------------------------------- | ------- |
| Alemanha (Offizielle Deutsche Charts) | 43      |

## Créditos

### Voodoocult
- Phillip Boa – vocal
- Chuck Schuldiner – guitarra
- Gabby Abularach – guitarra
- Waldemar Sorychta – guitarra
- Mille Petrozza – guitarra
- Dave Ball – baixo
- Dave Lombardo – bateria

### Ficha técnica
- David Vella – gravação
- E.roc – gravação, engenharia, mixagem
- Waldemar Sorychta – produção, gravação, mixagem
- Tom Morris – gravação
- Andy Drudy – pilot guitar
- Ulf Hobelt – masterização
- Siggi Bemm – edição de bateria, ajuste técnico